# Николай Николов (музикант)
Вижте пояснителната страница за други личности с името Николай Николов.
Николай Цветанов Николов – NI.co (26 октомври 1990 г. – 29 юни 2018 г.) e български музикант, певец, композитор, поет, известен като фронтмен на българската рок група „NI.co“, основана през 2012 г. Загива трагично при пътен инцидент, когато е само на 27 години.

## Биография
Николай Николов – NI.co е роден в гр. Пловдив на 26 октомври 1990 г. На осем годишна възраст започва да посещава музикалната школа на Веселин Койчев „Бели, зелени и червени“ с инструмент китара, с музикален педагог Светлин Стайков, в продължение на седем години. Завършва Езикова Гимназия „Пловдив“ с английски език през 2009 г. През 2013 г. завършва специалност журналистика в СУ „Климент Охридски“. На 29 юни 2018 г. загива при пътен инцидент на път за участие на група NI.co в гр. Русе, заедно с колегата си Павел Дюлгерски, който трябва да замести Владислав Христов на барабани.

## Музикална кариера

### Първи стъпки
Първата група, в която Николай Николов започва да свири на китара през 2005 г., е Eclipse, чийто репертоар са главно кавъри на класически хардрок и хевиметъл хитове. Така се запознава с Владислав Христов (барабани), с когото впоследствие работят съвместно в Extazia и NI.co. В края на 2006 г. заедно с Филип Славов (вокали) основават групата Robbery, с които изпълняват класически рок композиции. В края на 2007 г. Николай Николов заедно с Филип Славов решават да създават авторска музика, за да бъдат разпознаваеми на музикалната сцена, разформират Robbery и основават Extazia, като в стилово отношение са вдъхновени от групи като Audioslave, Soundgarden. Привлечени са Николай Христов (бас) и Владислав Христов (барабани). През 2009 г. издават миниалбум „Extazia“, в който са включени три собствени композиции.

### Група NI.co
През 2011 г. Николай Николов започва самостоятелни участия и като вокалист. В края на годината се запознава с Кирил Диков (бас китара) за участие в трибют-концерт на The Rolling Stones. В началото на 2012 г. Николай Николов основава собствена група, която нарича NI.co, така както е наричан той самият дотогава, а и след това в музикалните среди. На бас китарата е Кирил Диков, а за барабанист привлича отново Владислав Христов (Eclipse, Extazia). Малко след това групата записва и издава песента „Какво се случи снощи“. През пролетта на 2012 г. NI.co започват съвместна дейност с Десислав Данчев и Виктория Терзийска от група Мастило, като Mastilo Music стават техни продуценти.
Първото си турне в страната групата осъществява през лятото на същата година под мотото: „50 years of the Rolling Stones“. През март 2013 г. NI.co издават първия си сингъл „Реалност ли си“ под лейбъла на Mastilo Music. През април 2014 г. излиза сингълът „Довиждане“, в който Николай Николов споделя вокалните партии с Албена Танева, а през ноември същата година е премиерата на „Някой“ – първата колаборация с рап изпълнителя Атанас Димитрайков, познат като Liter Jack. Следващата година сътрудничеството с Liter Jack продължава и е издаден още един сингъл – „НРБ (На ръба)“. Песента печели редица първи места в класации по БНР и БНТ.
В края на 2015 г. групата се съсредоточава върху издаването на първия студиен албум. След усилена студийна работа, през февруари 2016 г. NI.co издават албума „Грам Срам“ с лейбъла на Mastilo Music, в който са включени 12 композиции. Едноименната песен печели през април 2016 г. първо място в класацията „БНТ Топ 40“. През юли същата година е премиерата на видеото на „Да останеш тук“, която се превръща в най-емблематичната композиция за NI.co. Тя печели публиката както с уникалната си мелодия, така и с поетичния талант на Николай Николов.

### „Рискувам“
В края на 2017 г. започва да продуцира сам групата и да работи по музикалните си проекти заедно с Павел Дюлгерски. През януари 2018 излиза сингълът „Само на думи“, чийто аранжимент е плод на сътрудничество с Дани Димитров. Песента звучи по много телевизионни и радиостанции и печели нови фенове на групата. През март същата година е премиерата на сингъла „Рискувам“. Песента е последната, която Николай Николов издава официално приживе. Тя бележи рекорд в класацията „БНР Топ 20" и печели Голямата награда за 2018 г. на „БНР Топ 20“ за песен, задържала се най-дълго време на първо място – 9 седмици. Наградата е връчена на церемония в „Sofia Live Club“ на 29.01.2019 г.
През есента на 2018 г. излиза сингълът с латино влияние „2 и 2“, с който NI.co демонстрира таланта си да твори в различни музикални стилове.
Николай Николов – NI.co се изявява също и като автор, пишейки музика и текстове за други музиканти: Vera Russo – „Някога преди“ (музика и текст), Константин Кацаров – „Прощално“ (музика), Гергана Кацарска – „Само за теб“ и др.
NI.co участват в редица благотворителни инициативи. На 26.10.2018 г. в Пловдив се организира благотворителен концерт в памет на Николай Николов на връх рождения му ден под надслов „Знам, че ще остана“, в който участие вземат различни български изпълнители, изпълнявяйки негови песни.
През есента на 2018 г. се провежда ежегодния младежки конкурс за кратък филм и текст, организиран от младежката уеб медия „MediaCafe“, чието последно издание е посветено на творчеството на NI.co, под мотото „Нашият свят“ – фраза от текста на песента „Да останеш тук“, като категорията за поезия, която ще бъде ежегодна, ще носи неговото име.

## Дискография

### Албуми
EXTAZIA – „ЕXTAZIA“
- Илюзии
- Лъжите на греха
- Край

NI.co – „ГРАМ СРАМ“ (2016)
- Грам срам

- Ти си на ход
- Някой
- Довиждане
- НРБ (На ръба)
- Да останеш тук
- Реалност ли си
- Сънувам
- Лабиринт
- Кукла на конци
- Някой (акустична версия)
- Довиждане (Remix)

### NI.co - „Знам, че ще остана“(2020)
1. Само на думи
2. Музика за масите
3. 2 и 2
4. Грам срам /версия 2014/
5. Погледни в мен
6. Говориш за любов
7. Lonely man, crowded world
8. Сънувам /версия 2018/
9. Обратно броене
10. Рискувам
11. Прощално
12. Ново начало

### Сингли
- Какво се случи снощи (май 2012)
- Реалност ли си (март 2013)
- Довиждане (с участието на Албена Танева, април 2014)
- Някой (с участието на Liter Jack, ноември 2014)
- НРБ (На ръба – с участието на Liter Jack, юли 2015 – първо място в класацията „7 в 11“ по БНР и „10+2“ по БНТ)
- Грам Срам (февруари 2016 – първо място в „БНТ топ 40“ за български изпълнители)
- Да останеш тук (юли 2016 – първо място в класацията „7 в 11“ по БНР и „10+2“ по БНТ)
- Някой (акустична версия – август 2016)
- Само на думи (януари 2018)
- Рискувам (март 2018 – 9 седмици на първо място в „БНР Топ 20“)
- 2 и 2 (октомври 2018)
- Обратно броене (с участието на Liter Jack, май 2019)
- Сънувам (октомври 2019)
- Музика за масите (март 2020)
- Ново начало (септември 2020)
- Не и този път (април 2022)